# Mikaela Leckius
Mikaela Eva Gunilla Leckius, tidigare Berg-Gustafson och Törnlund, ogift Berg, född 15 oktober 1930 i Adolf Fredriks församling i Stockholm, är en svensk översättare, främst av fransk lyrik och dramatik.
Leckius är dotter till författarna Curt och Eva Berg, ogift Ekström, samt syster till Jan och Catherine Berg. Efter studier vid Calle Flygare Teaterskola 1954–56 var hon engagerad vid Atelier-teatern i Göteborg 1956–59. Sedan 1961 har hon verkat som översättare från franska, spanska och engelska. Speciellt är hon inriktad på fransk dramatik och lyrik och har tolkat verk av bland andra Anouilh, Claudel, Duras, de Ghelderode, Giraudoux, Ionesco, Marivaux, de Musset och Senghor.
Hon var 1949–56 gift med rådmannen Sven Törnlund (1928–2002) och från 1958 gift med författaren och översättaren Ingemar Leckius (1928–2011), son till direktören Axel Gustafson och Astrid, ogift Finberg. Bland hennes barn märks författaren Niklas Törnlund (född 1950).

## Priser och utmärkelser
- 1997 – Stiftelsen Natur & Kulturs översättarpris